# Soupex
Soupex ist eine französische Gemeinde mit 240 Einwohnern (Stand: 1. Januar 2022) im Département Aude in der Region Okzitanien (vor 2016 Languedoc-Roussillon). Sie gehört zum Arrondissement Carcassonne und zum Kanton Le Bassin Chaurien. Die Einwohner werden Soupexois genannt.

## Nachbargemeinden
Soupex liegt etwa 36 Kilometer nordwestlich von Carcassonne. Umgeben wird Soupex von den Nachbargemeinden Saint-Paulet im Norden, Saint-Félix-Lauragais im Nordosten, Puginier im Osten, Souilhe im Osten und Südosten, Souilhanels im Südosten, Ricaud im Süden, Airoux im Südwesten und Westen sowie Montmaur im Nordwesten.

## Bevölkerungsentwicklung
| Jahr                       | 1962 | 1968 | 1975 | 1982 | 1990 | 1999 | 2006 | 2019 |
| Einwohner                  | 237  | 245  | 243  | 234  | 213  | 225  | 250  | 236  |
| Quellen: Cassini und INSEE |      |      |      |      |      |      |      |      |

## Sehenswürdigkeiten
- Kirche Saint-Martin
- baskische Stele
- Burg Soupex, vermutlich Anfang des 13. Jahrhunderts entstanden

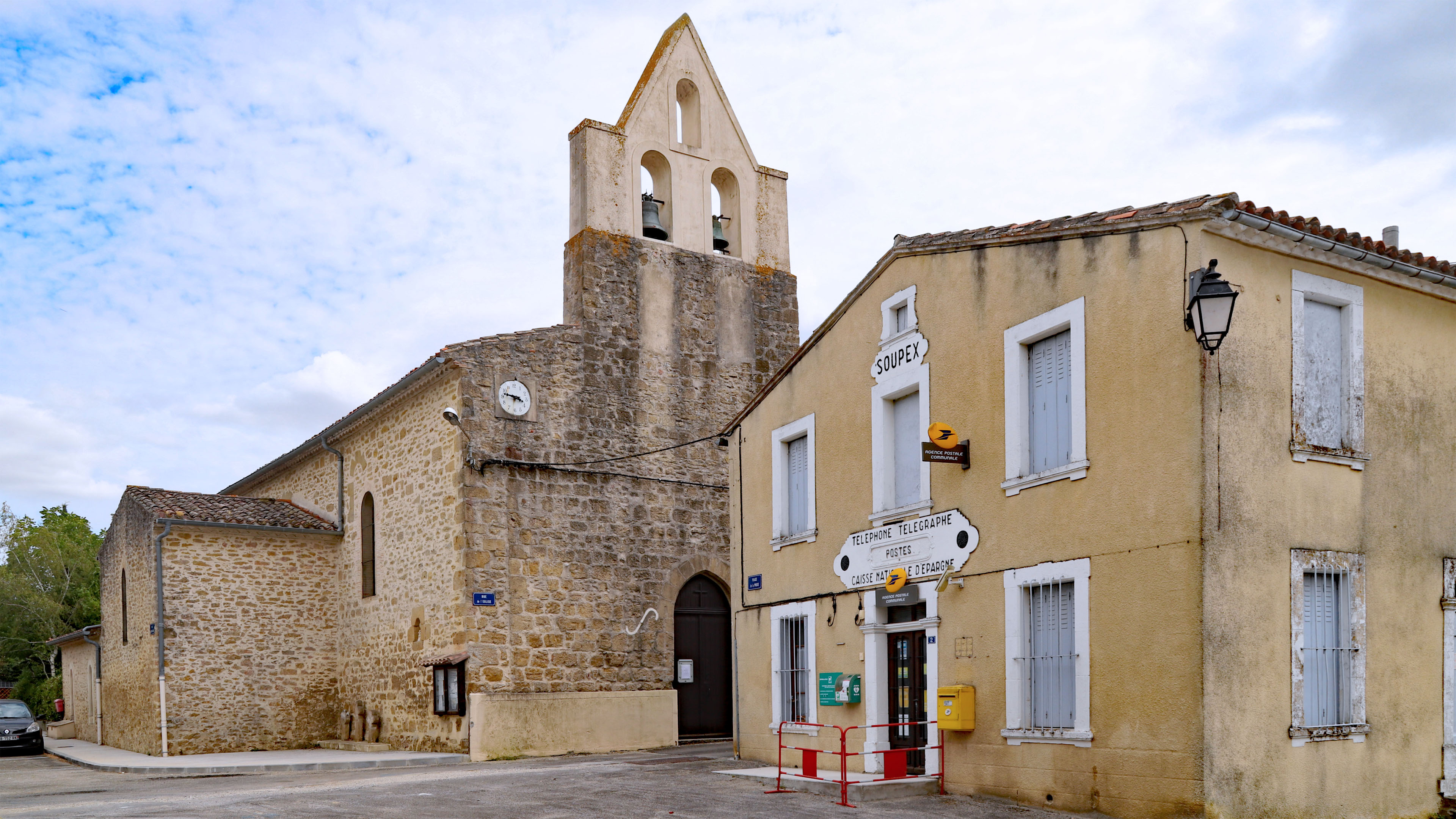
Kirche Saint-Martin und Postamt